# Campeonato Mundial de Atletismo de 2017 - 400 m masculino

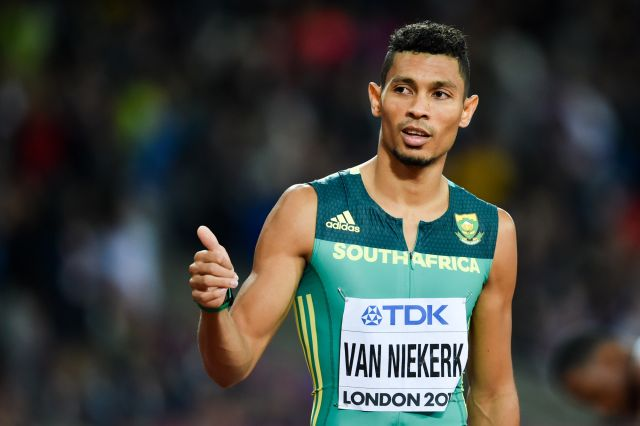
Wayde van Niekerk durante o Campeonato Mundial de Atletismo de 2017.

A competição dos 400 metros masculino no Campeonato Mundial de Atletismo de 2017 foi realizada no Estádio Olímpico de Londres nos dias 5, 6 e 8 de agosto. Wayde van Niekerk da África do Sul levou a medalha de ouro.

## Recordes
Antes da competição, os recordes eram os seguintes:
| Recorde mundial                               | Wayde van Niekerk (RSA)    | 43.03 | Rio de Janeiro, Brasil | 14 de agosto de 2016   |
| Recorde do campeonato                         | Michael Johnson (USA)      | 43.18 | Sevilha, Espanha       | 26 de agosto de 1999   |
| Melhor marca do ano                           | Wayde van Niekerk (RSA)    | 43.62 | Lausana, Suiça         | 6 de julho de 2017     |
| Recorde africano                              | Wayde van Niekerk (RSA)    | 43.03 | Rio de Janeiro, Brasil | 14 de agosto de 2016   |
| Recorde asiático                              | Yousef Ahmad Masrahi (KSA) | 43.93 | Pequim, China          | 23 de agosto de 2015   |
| Recorde da América do Norte, Central e Caribe | Michael Johnson (USA)      | 43.18 | Sevilha, Espanha       | 26 de agosto de 1999   |
| Recorde sul-americano                         | Sanderlei Parrela (BRA)    | 44.29 | Sevilha, Espanha       | 26 de agosto de 1999   |
| Recorde europeu                               | Thomas Schönlebe (GDR)     | 44.33 | Roma, Itália           | 3 de setembro de 1987  |
| Recorde da Oceania                            | Darren Clark (AUS)         | 44.38 | Seul, Coreia do Sul    | 26 de setembro de 1988 |

## Medalhistas
| Ouro                    | Prata                 | Bronze                 |
| Wayde van Niekerk (RSA) | Steven Gardiner (BAH) | Abdalelah Haroun (QAT) |

## Tempo de qualificação
| Tempo de qualificação |
| --------------------- |
| 45.50                 |

## Calendário
| Data                | Horário | Fase          |
| ------------------- | ------- | ------------- |
| 5 de agosto de 2017 | 10:45   | Eliminatórias |
| 6 de agosto de 2017 | 19:40   | Semifinais    |
| 8 de agosto de 2017 | 21:50   | Final         |

Todos os horários estão no horário local (UTC+1)

## Resultados

### Eliminatórias
Qualificação: Três primeiros de cada bateria (Q) e os seis melhores tempos (q)
| Pos. | Série | Raia | Atleta                       | Nacionalidade            | Tempo | Notas                |
| ---- | ----- | ---- | ---------------------------- | ------------------------ | ----- | -------------------- |
| 1    | 5     | 6    | Isaac Makwala                | Botswana                 | 44.55 | Q                    |
| 2    | 4     | 7    | Steven Gardiner              | Bahamas                  | 44.75 | Q                    |
| 3    | 3     | 6    | Baboloki Thebe               | Botswana                 | 44.82 | Q                    |
| 4    | 6     | 6    | Nathon Allen                 | Jamaica                  | 44.91 | Q                    |
| 5    | 1     | 7    | Fred Kerley                  | Estados Unidos           | 44.92 | Q                    |
| 6    | 6     | 3    | Gil Roberts                  | Estados Unidos           | 44.92 | Q                    |
| 7    | 3     | 8    | Demish Gaye                  | Jamaica                  | 44.92 | Q                    |
| 8    | 5     | 9    | LaShawn Merritt              | Estados Unidos           | 45.00 | Q                    |
| 9    | 1     | 8    | Lalonde Gordon               | Trinidad e Tobago        | 45.02 | Q,                   |
| 10   | 5     | 2    | Jamal Walton                 | Ilhas Caimã              | 45.05 | Q                    |
| 11   | 1     | 6    | Kevin Borlée                 | Bélgica                  | 45.09 | Q                    |
| 12   | 1     | 9    | Pavel Maslák                 | Chéquia                  | 45.10 | q,                   |
| 13   | 4     | 5    | Wilbert London III           | Estados Unidos           | 45.10 | Q                    |
| 14   | 5     | 5    | Óscar Husillos               | Espanha                  | 45.22 | q,                   |
| 15   | 6     | 9    | Abdalelah Haroun             | Catar                    | 45.27 | Q                    |
| 16   | 2     | 5    | Wayde van Niekerk            | África do Sul            | 45.27 | Q                    |
| 17   | 1     | 5    | Matthew Hudson-Smith         | Grã-Bretanha             | 45.31 | q                    |
| 18   | 4     | 4    | Brian Gregan                 | Irlanda                  | 45.37 | Q                    |
| 19   | 3     | 3    | Dwayne Cowan                 | Grã-Bretanha             | 45.39 | Q                    |
| 20   | 3     | 7    | Boniface Ontuga Mweresa      | Quênia                   | 45.58 | q                    |
| 21   | 3     | 9    | Rafał Omelko                 | Polónia                  | 45.69 | q                    |
| 22   | 4     | 9    | Jonathan Borlée              | Bélgica                  | 45.70 | q                    |
| 23   | 2     | 2    | Davide Re                    | Itália                   | 45.71 | Q                    |
| 24   | 4     | 8    | Luguelín Santos              | República Dominicana     | 45.73 |                      |
| 25   | 5     | 3    | Raymond Kibet                | Quênia                   | 45.75 |                      |
| 26   | 5     | 8    | Martyn Rooney                | Grã-Bretanha             | 45.75 |                      |
| 27   | 2     | 3    | Machel Cedenio               | Trinidad e Tobago        | 45.77 | Q                    |
| 28   | 1     | 4    | Lucas Carvalho               | Brasil                   | 45.86 |                      |
| 29   | 4     | 3    | Mamoudou Hanne               | França                   | 45.89 |                      |
| 30   | 2     | 4    | Teddy Atine-Venel            | França                   | 45.90 |                      |
| 31   | 2     | 6    | Yoandys Lescay               | Cuba                     | 45.93 |                      |
| 32   | 5     | 7    | Renny Quow                   | Trinidad e Tobago        | 45.95 |                      |
| 33   | 6     | 4    | Mohammad Anas                | Índia                    | 45.98 |                      |
| 34   | 1     | 3    | Lucas Búa                    | Espanha                  | 46.00 |                      |
| 35   | 5     | 1    | Winston George               | Guiana                   | 46.02 |                      |
| 36   | 2     | 1    | Luka Janežič                 | Eslovênia                | 46.06 |                      |
| 37   | 1     | 2    | Collins Omae Gichana         | Quênia                   | 46.10 |                      |
| 38   | 2     | 9    | Steven Solomon               | Austrália                | 46.27 |                      |
| 39   | 3     | 4    | Samuel García                | Espanha                  | 46.37 |                      |
| 40   | 3     | 2    | Pieter Conradie              | África do Sul            | 46.62 |                      |
| 41   | 6     | 5    | Samson Oghenewegba Nathaniel | Nigéria                  | 46.63 |                      |
| 42   | 3     | 1    | Warren Hazel                 | São Cristóvão e Neves    | 46.96 |                      |
| 43   | 2     | 7    | Kimorie Shearman             | São Vicente e Granadinas | 47.05 |                      |
| 44   | 4     | 2    | Yilmar Herrera               | Colômbia                 | 47.18 |                      |
| 45   | 6     | 8    | Takamasa Kitagawa            | Japão                    | 47.35 |                      |
| 46   | 6     | 7    | Karabo Sibanda               | Botswana                 | 47.44 |                      |
| 47   | 1     | 1    | Bachir Mahamat               | Chade                    | 47.50 |                      |
| 48   | 5     | 4    | Sailosi Tubuilagi            | Fiji                     | 48.98 |                      |
| 49   | 3     | 5    | Narek Ghukasyan              | Armênia                  | 49.70 | Recorde da temporada |
| 50   | 2     | 8    | Nery Brenes                  | Costa Rica               | DSQ   | R 163.3(a)           |
| 50   | 4     | 6    | Steven Gayle                 | Jamaica                  | DSQ   | R 163.3(a)           |
| 52   | 6     | 2    | Emmanuel Dasor               | Gana                     | DNS   |                      |

### Semifinais
Qualificação: Dois primeiros de cada bateria (Q) e os dois melhores tempos (q).
| Pos. | Série | Raia | Atleta                  | Nacionalidade     | Tempo | Notas                |
| ---- | ----- | ---- | ----------------------- | ----------------- | ----- | -------------------- |
| 1    | 1     | 5    | Steven Gardiner         | Bahamas           | 43.89 | Q,                   |
| 2    | 1     | 6    | Nathon Allen            | Jamaica           | 44.19 | Q,                   |
| 3    | 2     | 6    | Wayde van Niekerk       | África do Sul     | 44.22 | Q                    |
| 4    | 3     | 5    | Isaac Makwala           | Botswana          | 44.30 | Q                    |
| 5    | 2     | 5    | Baboloki Thebe          | Botswana          | 44.33 | Q                    |
| 6    | 1     | 7    | Fred Kerley             | Estados Unidos    | 44.51 | q                    |
| 7    | 3     | 6    | Demish Gaye             | Jamaica           | 44.55 | Q,                   |
| 8    | 2     | 9    | Abdalelah Haroun        | Catar             | 44.64 | q,                   |
| 9    | 2     | 2    | Matthew Hudson-Smith    | Grã-Bretanha      | 44.74 | Recorde da temporada |
| 10   | 3     | 7    | Gil Roberts             | Estados Unidos    | 44.84 |                      |
| 11   | 1     | 9    | Kevin Borlée            | Bélgica           | 45.10 |                      |
| 12   | 1     | 4    | Wilbert London III      | Estados Unidos    | 45.12 |                      |
| 13   | 3     | 9    | Jamal Walton            | Ilhas Caimã       | 45.16 |                      |
| 14   | 1     | 3    | Óscar Husillos          | Espanha           | 45.16 | Recorde pessoal      |
| 15   | 2     | 4    | Lalonde Gordon          | Trinidad e Tobago | 45.20 |                      |
| 16   | 3     | 3    | Jonathan Borlée         | Bélgica           | 45.23 |                      |
| 17   | 3     | 2    | Pavel Maslák            | Chéquia           | 45.24 |                      |
| 18   | 1     | 2    | Rafał Omelko            | Polónia           | 45.37 |                      |
| 19   | 2     | 8    | Brian Gregan            | Irlanda           | 45.42 |                      |
| 20   | 2     | 7    | LaShawn Merritt         | Estados Unidos    | 45.52 |                      |
| 21   | 3     | 8    | Machel Cedenio          | Trinidad e Tobago | 45.91 |                      |
| 22   | 2     | 3    | Boniface Ontuga Mweresa | Quênia            | 45.93 |                      |
| 23   | 3     | 4    | Davide Re               | Itália            | 45.95 |                      |
| 24   | 1     | 8    | Dwayne Cowan            | Grã-Bretanha      | 45.96 |                      |

### Final
A final da prova ocorreu dia 8 de agosto às 21:50.
| Pos.              | Raia | Atleta            | Nacionalidade  | Tempo | Notas                |
| ----------------- | ---- | ----------------- | -------------- | ----- | -------------------- |
| Medalha de ouro   | 6    | Wayde van Niekerk | África do Sul  | 43.98 |                      |
| Medalha de prata  | 4    | Steven Gardiner   | Bahamas        | 44.41 |                      |
| Medalha de bronze | 3    | Abdalelah Haroun  | Catar          | 44.48 | Recorde da temporada |
| 4                 | 9    | Baboloki Thebe    | Botswana       | 44.66 |                      |
| 5                 | 5    | Nathon Allen      | Jamaica        | 44.88 |                      |
| 6                 | 8    | Demish Gaye       | Jamaica        | 45.04 |                      |
| 7                 | 2    | Fred Kerley       | Estados Unidos | 45.23 |                      |
| 8                 | 7    | Isaac Makwala     | Botswana       | DNS   |                      |

Legenda
| Recorde mundial       | Recorde mundial (World record)               |                       | Recorde africano                      | Recorde africano (African) |                                           | Q | Classificado por posição (Qualified) |
| Recorde do campeonato | Recorde do campeonato (Championship record)  | Recorde da América    | Recorde da América (Americas)         | q                          | Classificado por melhor tempo (Qualified) |   |                                      |
| Melhor marca do ano   | Melhor marca do ano (World leading)          | Recorde asiático      | Recorde asiático (Asian)              | DNS                        | Não largou (Did not start)                |   |                                      |
| Recorde nacional      | Recorde nacional (National record)           | Recorde europeu       | Recorde europeu (European)            | DNF                        | Não terminou (Did not finish)             |   |                                      |
| Recorde pessoal       | Recorde pessoal do atleta (Personal best)    | Recorde da Oceania    | Recorde da Oceania (Oceania)          | DSQ / DQ                   | Desclassificado (Disqualified)            |   |                                      |
| Recorde da temporada  | Recorde da temporada do atleta (Season best) | Recorde sul-americano | Recorde sul-americano (South America) | NM                         | Sem marca (No mark)                       |   |                                      |